# Башня Врангеля

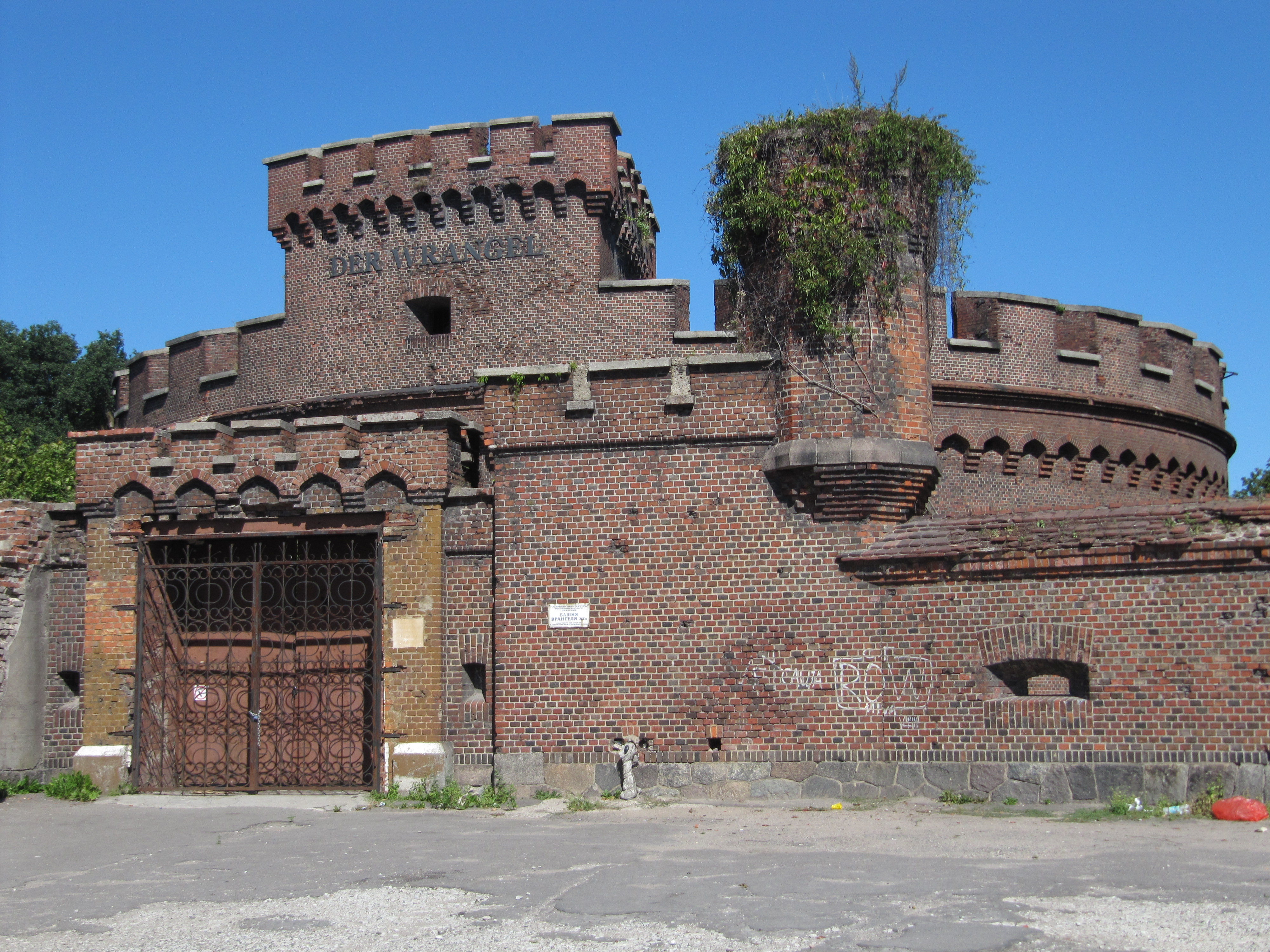
Входные ворота башни

Башня Врангель (нем. Wrangelturm) — фортификационное сооружение, находящееся в городе Калининград (до 1946 года — Кёнигсберг).

## История
Башня была построена в 1853 году как часть фортификационных сооружений Кёнигсберга и получила своё имя в честь генерала-фельдмаршала Врангеля. Проект был разработан Эрнстом Людвигом фон Астером.
Башня Врангеля, вместе с башней Дона, были призваны прикрывать Верхний пруд (Верхнее озеро), как самое слабое место в обороне. Диаметр обеих башен составляет 34 метра, а высота — 12 метров. Артиллерия башен размещалась в 42 казематах, расположенных на двух круглых ярусах. На вершине второго этажа находилась открытая артиллерийская площадка, защищенная зазубренным парапетом. Ярусы казематов и площадка были соединены винтовыми лестницами.
В начале XX века башня потеряла свою оборонительную функцию и не использовалась в военных целях вплоть до 1944 года.
В 1913 году, когда праздновали столетие освобождения Германии от наполеоновской оккупации, здесь была создана художественная галерея под руководством архитектора и профессора Кёнигсбергской академии художеств Фридриха Ларса. В 1924 году на наружной стене башни Врангеля была установлена скульптура Немецкий Михель. Двухметровая скульптура работы Фридриха Ройша была полностью разрушена в конце Второй мировой войны.
В 1944 году внутри были размещены склады стрелкового оружия, боевого снаряжения и имущества связи. 10 апреля 1945 года после штурма Кёнигсберга башня перешла под контроль Красной Армии.
Башня является объектом культурного наследия Российской Федерации и находится под охраной государства.